# 江户幕府

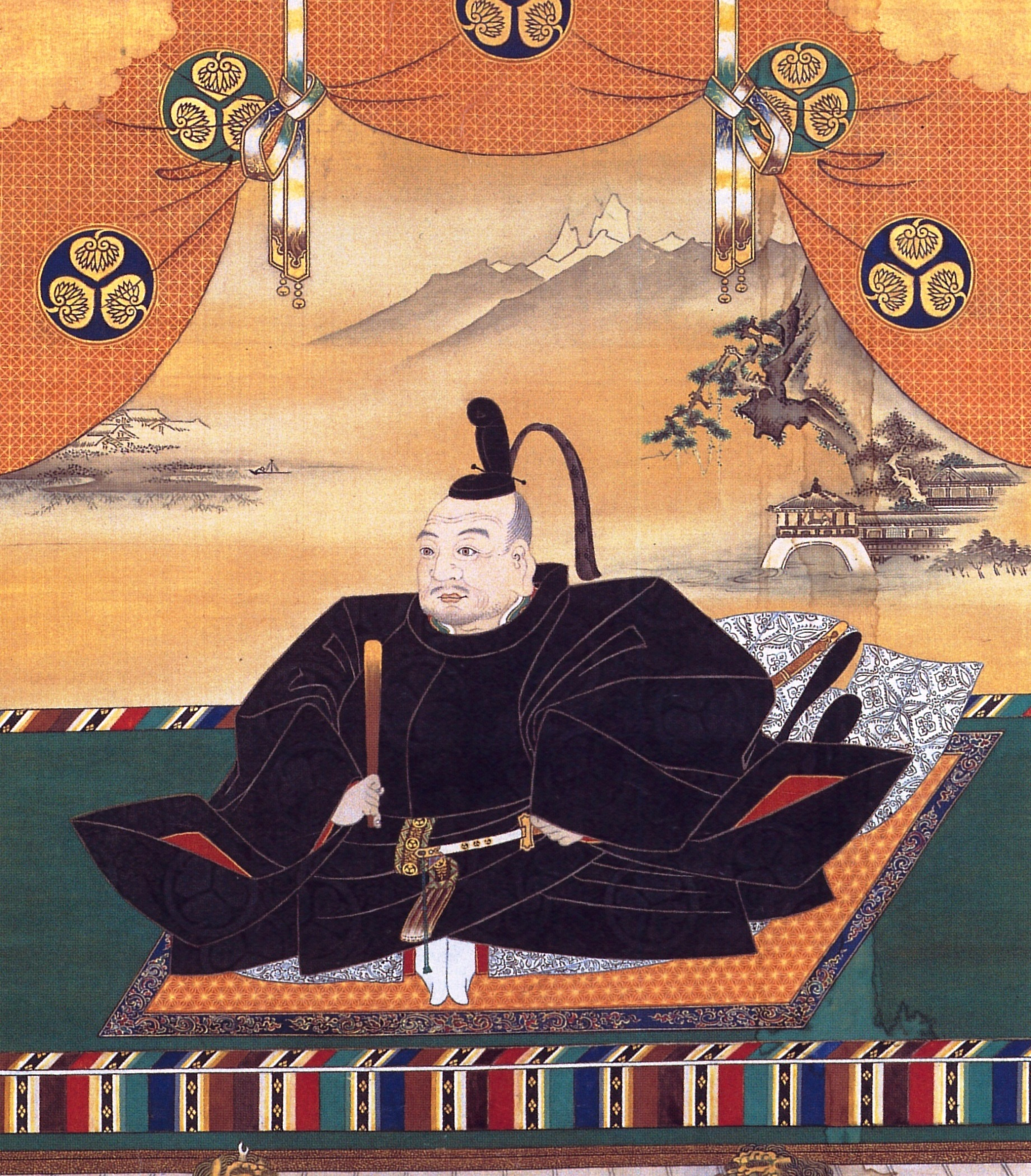
江戶幕府建立者：德川家康

江戶幕府（日语：／ Edo Bakufu */?），又称德川幕府（日语：／ Tokugawa Bakufu */?），是日本歷史上第三個、也是最後一个幕府政權，由德川氏開設於江戶（今东京）而得名。該幕府設置的历史时期也因此称为江户时代。
德川幕府由德川家康在关原之战胜利后建立，结束了足利幕府崩溃后的日本战国时代。德川家康成为幕府将军，德川家与大名一并统治日本。德川幕府以严格的阶级制度组织日本社会，并实行锁国政策，禁止大多数外国人入境，以促进政治稳定。德川幕府实施封建的政治制度治理日本，领主称之为大名，而领地为其“藩”。在德川幕府时期，日本经历了快速的经济增长和城市化，导致了商人阶层和浮世绘等文化的兴起。
德川幕府自德川家康1603年受封征夷大將軍開始，直到1867年末任將軍德川慶喜大政奉還於明治天皇為止。明治政府后在戊辰战争击败幕府军并实施废藩置县等改革。

## 幕藩體制
在江戶幕府時期，征夷大將軍是實際上政權的控制者、國家的最高領導人，號稱日本國大君，天皇與朝廷不過是被幕府架空甚至被監控的象徵性元首。將軍領地的石高，在江戶初年大致佔有七百萬石。

## 大名
知行達一萬石以上稱為大名，大名的種類可分三種：
- 屬於德川宗派一族的稱作親藩大名，其石高在江戶初年大致佔有二百六十萬石。
- 關原之戰之前臣服德川家稱作譜代大名，其石高在江戶初年大致佔有六百七十萬石
- 關原之戰之後臣服德川家稱作外樣大名，其石高在江戶初年大致佔有九百八十萬石

### 御三家
所謂御三家，其初代藩主都是德川家康的兒子，在親藩中有著破格的待遇。御三家最初是指德川将军家、尾张德川家，以及紀州德川家。后来，为了拔高将军家，御三家的三家变为尾张德川家、紀州德川家，以及水户德川家。按最初的惯例，当德川将军家绝嗣时，将从紀州德川家或尾张德川家中选出下任将军家。
御三家為宗室，除了能使用德川做為姓氏（而一門則用松平作為姓氏）外、亦允許使用德川家的三葉葵家徽。
後來亦出現了和御三家幾乎同等級的其他德川分家，包括駿府藩（德川忠長）、甲府藩（德川綱重、綱豊）、館林藩（德川綱吉）。此外，江户幕府后期也有御三卿的说法。第八代將軍德川吉宗、第十四代將軍德川家茂是由紀州藩主身份再成為將軍。第十五代將軍德川慶喜出身水戶德川家，名义上过继到一橋家，最後才成為將軍。

### 御三卿
此外，在吉宗時代
- 德川宗武為初代當主的田安家
- 德川宗尹為初代當主的一橋家

還有，第九代將軍德川家重時代
- 德川重好為初代當主的清水家

這就是所謂被設立的御三卿。

### 一門
僅次於御三家和御三卿的一門是指德川家康的兒子（秀忠的兄長）結城秀康為始祖的越前松平家和德川秀忠的兒子（家光的弟弟）保科正之為始祖的會津松平家。身為一門的大名在家格和官位都有著特別的待遇，但卻被禁止參與幕政。到了幕末德川齊昭（水戸德川家）參與海防事務，同時在文久改革時，松平慶永（越前松平家）、德川慶喜（一橋德川家）、松平容保（會津松平家）都參與了幕政，這是在幕府即將崩潰的緊急時期所發生的特殊情況。

## 重要職位

### 中央官
- 大老：幕府臨時的最高職務，負責統括政務，參與重要政策的確定，定額是一名。
- 老中：常設的最高職務，直屬將軍負責輔助管轄的政務最高責任者，政務總理的幕府官員，共四名或五名，由食祿二萬五千石以上的世襲諸侯中指派。[3]
- 側用人：將軍近侍的最高職。向老中傳達將軍的命令，將老中的呈報傳達給將軍
- 若年寄：負責管理將軍直屬的武將旗本與家臣御家人，定額爲三至五名
- 奏者番：掌管有關殿中所用禮儀事項的職務。在年初等諸大名謁見將軍的時候，負責進行轉達
- 书院番头：书院番旗本的军事组织，掌管警卫、将军出行等事宜
- 小姓组番头：将军贴身侍卫
- 留守居：掌管江户守卫的官员，将军离城时，负责江户城警戒，在幕府初期是拥有极大权限的重要职务
- 旗本：在將軍出場的儀式上出現的家格在御目見（可以直接拜見將軍的人）以上的家臣，為德川軍的直屬家臣團。通常旗本由一些失格的大名（例：最上、福島）以及一些大名家的庶、末子來擔任。
- 高家：由老中支配，掌管幕府的儀式和典禮。負責欽差、朝臣的接待，過往宮中的使節等。俸糧是僅一千五百石，不過官級與大名幷列。
- 大目付：由老中支配，作爲老中的耳目，進行對大名、交代寄合、高家的監察等，負責幕政一切的監察
- 町奉行：負責掌管江戶城下町的警政消防、市政民務、仲裁庶民爭端，負責支配江戶的町方，由老中所支配，比堪定奉行職位高
- 勘定奉行：掌管幕府的財政，收支出納，和租稅徵收，后来分为管理财税的“胜手方”和管理关东地区行政诉讼的“公事方”
- 寺社奉行：總制全國的寺院和神社、寺院和神社土地的管理，掌管佛教與神道神職人員的職務，与町奉行、勘定奉行合称三奉行
- 普请奉行：负责江户城内的土木工程
- 小普请奉行：掌管工程官员，负责后宫、东睿山、贵族府邸的营造、修缮
- 作事奉行：掌管修缮建设的官员，与普请奉行、小普请奉行一起被称为下三奉行
- 勘定吟味役：掌管监督纠察的官员，天和年间设置，元禄年间废置，正德年间重设

### 地方官
以下仅列出有幕府委派管理“天領”（幕府直辖地区）的官员，封予各大名家的“藩领”之政务由各大名世袭管理。
除京都所司代、大坂城代、及駿府城代外，以下各官職一律統稱遠國奉行，由老中所支配
- 京都所司代：負責京都警衛，對朝廷與關西諸侯的監視，並統轄畿內的直轄地。在編制上是僅次於老中的重要職務，也是地方官職中的最高。
- 大坂城代：幕府駐大阪的最高行政長官，負責大阪城的城防，監視關西大名，手握符節，掌控關西緊急時的軍事指揮權及訴訟裁斷權，並統轄在大坂值班的幕府役人，由譜代大名出任
- 駿府城代：幕府駐駿府的長官
- 京都町奉行：負責京都一般町政與司法，定員2名
- 大坂町奉行：負責大阪一般町政與司法，定員2名
- 駿府町奉行：負責駿府一般町政與司法，定員1名
- 伏見奉行：負責伏見的民政與司法，定員1名，唯一由大名就任的遠國奉行
- 長崎奉行：負責長崎的民政與司法，及負責對外的交涉，最初定員1名、寛永10年（1633年）增加至2名、貞享3年（1686年）增加至3名、元禄13年（1700年）增加至4名、十八世紀後又降至2名
- 浦賀奉行：負責監視進入江户湾的船舶，定員1名
- 堺奉行：負責堺的民政與司法，定員1名
- 山田奉行：負責守護伊勢神宮、伊勢、志摩兩國的司法及鳥羽港的警備，定員1名
- 日光奉行：負責守護日光東照宮，定員2名
- 奈良奉行：負責監視奈良的大寺院如興福寺、東大寺等，定員1名
- 佐渡奉行：負責佐渡金、銀礦業管理，定員1名
- 新潟奉行：在1843年設置，因應清英鴉片戰爭之後，歐美人士涉足東洋，活動日趨頻繁而設，負責管理日本海的交通要衝，新潟港，幕末開港後又負責對外國人之交涉，重要性日增
- 羽田奉行：在1842年設置，負責鞏固東京灣的防備，兩年後職位被取消
- 箱館奉行：又稱松前奉行，在1802年設置，負責在北海道的警備，黑船開港事件後，又負責對外國人之交涉，定員2名

### 三役職
幕末時期社會動盪，幕府決定在1862年幕政改革時所設置的三役職，以穩定政局。
- 將軍後見職：征夷大將軍的後見人，由一橋家當主一橋慶喜擔任
- 政事總裁職：負責幕府政務，由福井藩主松平春嶽擔任
- 京都守護職：因京都的倒幕運動盛行，幕府設立京都守護職，代替無法維持京都治安的京都所司代，負責京都警衛，由會津藩主松平容保擔任